# Ioan Iosif Ardelean
Ioan Iosif Ardelean (n. 1883, Chitighaz, Districtul Gyula, Békés, Ungaria – d. 1949) a fost un preot român, delegat la Marea Adunare Națională de la Alba Iulia de la 1 decembrie 1918, din partea cercului l, Oroșhaza, jud. Mureș, organismul legislativ reprezentativ al „tuturor românilor din Transilvania, Banat și Țara Ungurească”, cel care a adoptat hotărârea privind Unirea Transilvaniei cu România la 1 decembrie 1918.

## Biografie
Ioan Iosif Ardelean a absolvit Institutul Teologic din Arad. A fost un preot în parohia ortodoxă din Ineu, preot militar în Primul Război Mondial. După 1918, a fost preot în Micălaca Veche (județul Arad).. A decedat la Micălaca la 18 martie 1949.

## Activitate politică
A fost  ales delegat din partea cercului Orosháza, comitatul Bichiș (județul Mureș) la Marea Adunare Națională de la Alba Iulia, dar a fost și deputat în Parlamentul României în două legislaturi.